# 플로이 (2007년 영화)
《플로이》(Ploy)는 태국에서 제작된 펜엑 라타나루앙 감독의 2007년 드라마 영화이다. 2007년 칸 영화제의 Directors' Fortnight 중에 초연되었다. 아난다 에버링햄 등이 주연으로 출연하였고 레왓 워라랏 등이 제작에 참여하였다.

## 출연

### 주연
- 아난다 에버링햄

### 조연
- 폰팁 파파나이
- 아핀야 사쿨자로엔숙

## 기타
- 공동제작: 마이클 J. 워너
- 공동제작: 키앗카몬 이암풍폰
- 공동제작: 우터 바렌드렉
- 미술: 위타야 차이몽콜
- 미술: 사크시리 찬타란그스리